# Приключения Электроников
Приключе́ния Электро́ников — российская поп-панк-супергруппа. «Приключения Электроников» не исполняют собственных песен (за исключением песни «Уходит детство») — исключительно кавер-версии песен из советских детских фильмов, мультфильмов и просто хиты тех лет.

## История
Название проекта придумал Константин Савельевских («Ульи», «МЭD DОГ»). Первая запись была сделана осенью 1999 года — для очередного панк-сборника «Типа панки и всё такое» была записана «Песенка оживших игрушек».
Летом 1999 года собрался первый состав для записи «Песенки оживших игрушек».
- Константин Савельевских («МЭD DОГ», «Ульи») — вокал, гитара, бас, барабаны;
- Андрей Шабаев («4ервонарутта») — вокал, гитара;
- Дмитрий «Сид» Спирин («Тараканы!») — вокал

Состав на конец 1999 г.:
- Андрей Шабаев («4ервонарутта») — вокал, гитара;
- Дмитрий «Сид» Спирин («Тараканы!») — вокал, бас;
- Александр «Фукс» Фуковский («Шлюз») — вокал, клавишные, саксофон;
- Сергей Прокофьев («Тараканы!») — ударные.

Состав 2001 г.:
- Андрей Шабаев («4ервонарутта») — вокал, гитара;
- Дмитрий «Сид» Спирин («Тараканы!») — вокал, бас;
- Николай Богданов («НАИВ», «Фантастика») — вокал, гитара, саксофон;
- Сергей Прокофьев («Тараканы!») — ударные.

Состав 2004 г.:
- Андрей Шабаев («4ервонарутта») — вокал, гитара;
- Дмитрий «Сид» Спирин («Тараканы!») — вокал, бас;
- Владимир Родионов («Ульи», «Шашки») — вокал, гитара;
- Сергей Прокофьев («Тараканы!») — ударные.

Состав 2004 г.:
- Андрей Шабаев («4ервонарутта») — вокал, гитара;
- Дмитрий Кежватов («Празник», «Тараканы!») — вокал, бас;
- Владимир Родионов («Ульи», «Шашки») — вокал, гитара;
- Сергей Прокофьев («Тараканы!») — ударные.

Состав 2005 г.:
- Андрей Шабаев («4ервонарутта») — вокал, гитара;
- Дмитрий Кежватов («Тараканы!») — вокал, бас;
- Николай Богданов («НАИВ», «Фантастика») — вокал, гитара, саксофон;
- Сергей Прокофьев («Тараканы!») — ударные.

Состав 2006 г.:
- Андрей Шабаев («4ервонарутта») — вокал, гитара;
- Дмитрий Кежватов («Тараканы!») — вокал, гитара;
- Дарья Давыдова («Плед», экс-«Ульи») — вокал, бас;
- Сергей Прокофьев («Тараканы!») — ударные.

## Состав
Состав группы с 2006 года:

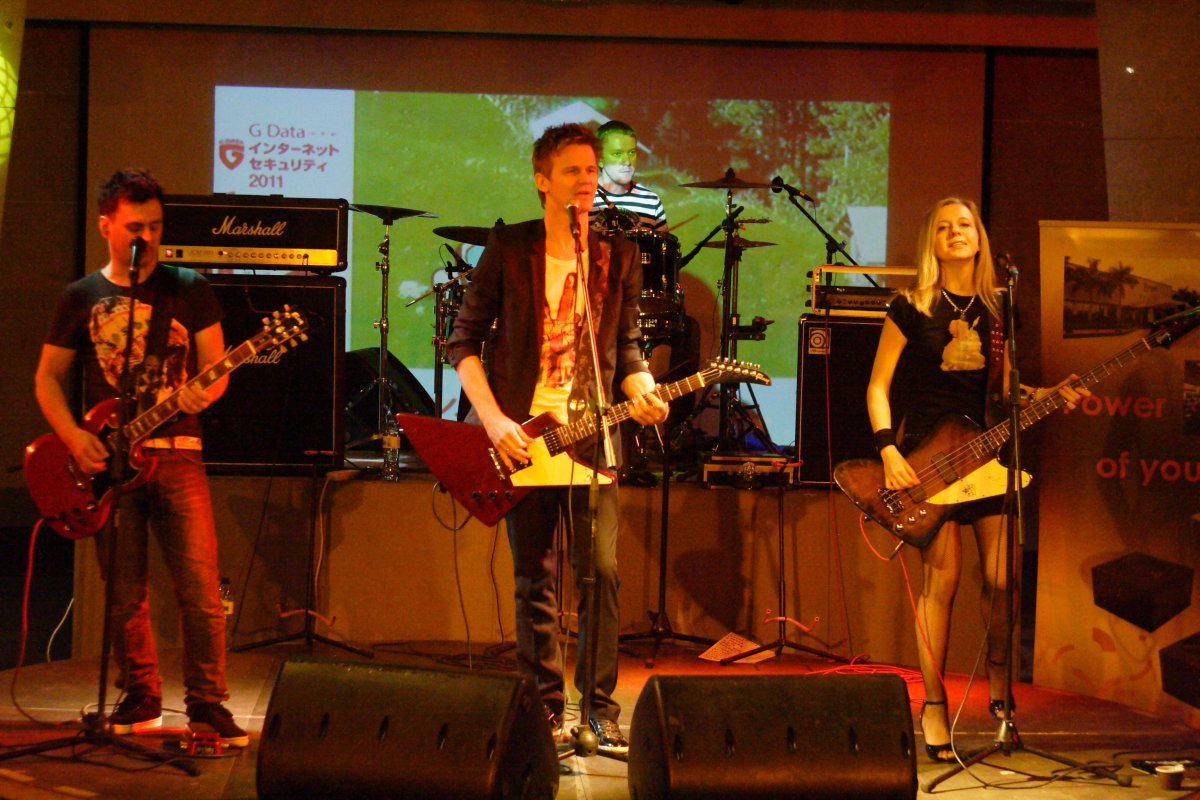
Группа в 2011 году

- Андрей Шабаев-Маркин («4ервонарутта», «Самый неприятный человек на Земле») — вокал, гитара;
- Олег Иваненко («Фиги») — вокал, гитара;
- Дарья Давыдова («Плед», «Слон») — вокал, бас-гитара;
- Сергей Прокофьев («Три 15», «Тараканы!», «План Ломоносова») — ударные.

## Дискография

### Студийные альбомы
- 2001: «Прекрасное далёко»
- 2003: «Земля в иллюминаторе»
- 2004: «Детство наше прошло?»
- 2006: «А ну-ка, девушки!»
- 2008: «Давайте созвонимся!»
- 2009: «С Новым годом» (макси-сингл)
- 2015: «Мечты сбываются»

### Трибьюты
- 2005: «Наивные песни: A Tribute to Наив» («Бременские музыканты»)
- 2014: «Спасём мир»: Трибьют Виктору Цою («Печаль»)

## Видеоклипы
- 2001: «Лесной олень»
- 2003: «Трава у дома»
- 2005: «Нежность»
- 2006: «Звенит январская вьюга»
- 2008: «Песня о снежинке»
- 2009: «Зима (Потолок ледяной)»
- 2011: «Мой адрес — Советский Союз»
- 2014: «Ищу тебя»